# Pișcolt
Pișcolt (ungarisch Piskolt) ist eine Gemeinde im rumänischen Landkreis Satu Mare. Die Gemeinde besteht aus den Ortsteilen Pișcolt, Resighea (Reszege) und Scărișoara Nouă (Piskolcliget). Bei der Volkszählung von 2011 hatte die Gemeinde 3161 Einwohner.

## Geschichte
Der Ort Pișcolt wurde erstmals 1329 urkundlich erwähnt.

## Nachbarorte

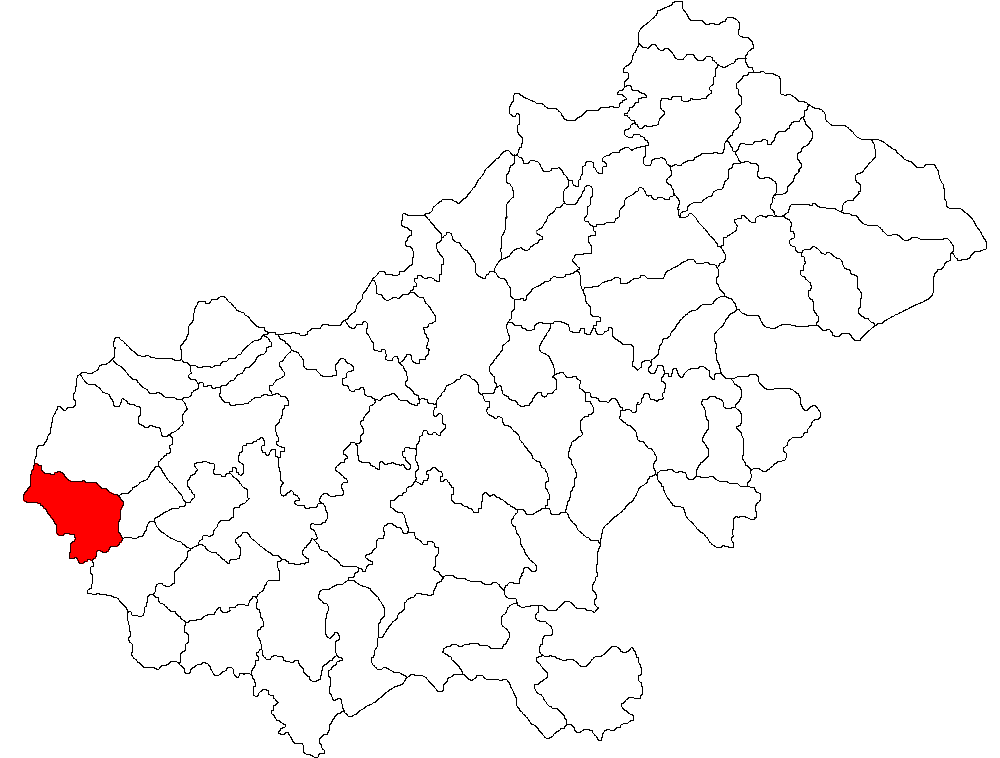
Lage der Gemeinde Pișcolt im Kreis Satu Mare

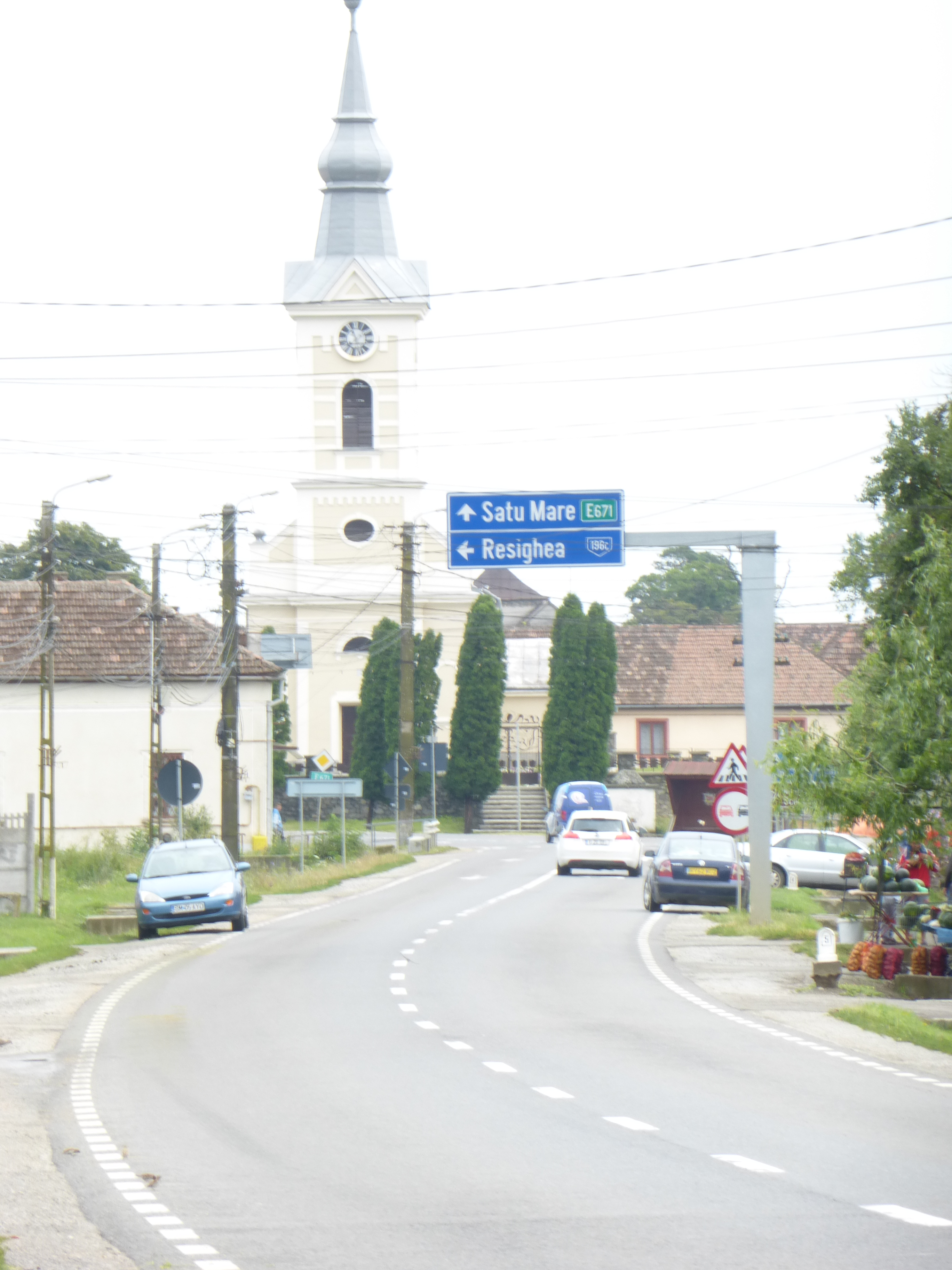
Hauptstraße von Pișcolt

| Scărișoara Nouă | Resighea                                    | Petrești |
| Dindeștiu Mic   | Kompassrose, die auf Nachbargemeinden zeigt |          |
| Curturișani     | Vășad                                       | Andrid   |

## Archäologie
Auf dem Gebiet der Gemeinde liegt ein größeres latènezeitliches Gräberfeld, das zwischen 1970 und 1977 durch Ioan Nemeti vom Museum Carei ausgegraben wurde. Es enthielt 75 Körpergräber, 83 Brandgrubengräber und 13 Urnenbestattungen sowie 14 Gräber, die so gestört waren, dass die Art der Bestattung offen bleiben muss. Das Gräberfeld wurde von LtB1b bis LtC1 belegt. In der ersten Phase des Gräberfeldes sieht Rustiou sowohl Bestattungen in der einheimischen Szentes-Vekerzug-Tradition als auch Gräber, die einen mitteleuropäischen Einfluss zeigen. Er wertet dies als Beleg einer „Überlagerung“ der einheimischen Bevölkerung durch einwandernde Kelten.

## Persönlichkeiten
- Claudiu-Lucian Pop (* 1972), rumänisch griechisch-katholischer Geistlicher, Bischof von Cluj-Gherla